# Eclipsa de Soare din 21 iunie 2020
Eclipsa de Soare din 21 iunie 2020 a fost o eclipsă inelară vizibilă în Africa, în Asia și sud-estul Europei. Este eclipsa numărul 36 din seria Saros 137 și a avut o magnitudine de 0,994. Este cea de-a 15-a eclipsă inelară de Soare din secolul al XXI-lea. Această eclipsă de Soare s-a produs la circa un an după eclipsa de Soare din 2 iulie 2019.

Traiectoria eclipsei din 21 iunie 2020 pe Pământ.

O eclipsă de Soare apare atunci când Luna trece între Pământ și Soare, obturând astfel total sau parțial discul solar pentru un observator aflat pe Pământ. O eclipsă de Soare inelară apare atunci când diametrul aparent al Lunii este mai mic decât diametrul aparent al Soarelui, blocând cea mai mare parte a luminii Soarelui, iar Soarele apare asemănător unui inel strălucitor. 
Eclipsa s-a produs în urmă cu 4 ani, 277 zile.
Atenție! Atunci când apare o eclipsă de Soare, sunt importante avertismentele de protejarea sănătății ochilor. Acest lucru se datorează faptului că este periculos să observi cu ochiul liber o eclipsă, fără echipament adecvat. Să nu se privească niciodată Soarele direct prin luneta astronomică / telescop / binoclu! Este necesară așezarea unui filtru solar adecvat, în fața obiectivului! În caz contrar, pierderea vederii este iremediabilă! În locul folosirii filtrelor așezate în fața obiectivului, o altă variantă sigură este proiectarea imaginii Soarelui pe un ecran, de exemplu o foaie albă de hârtie / carton.

## Parcurs și vizibilitate

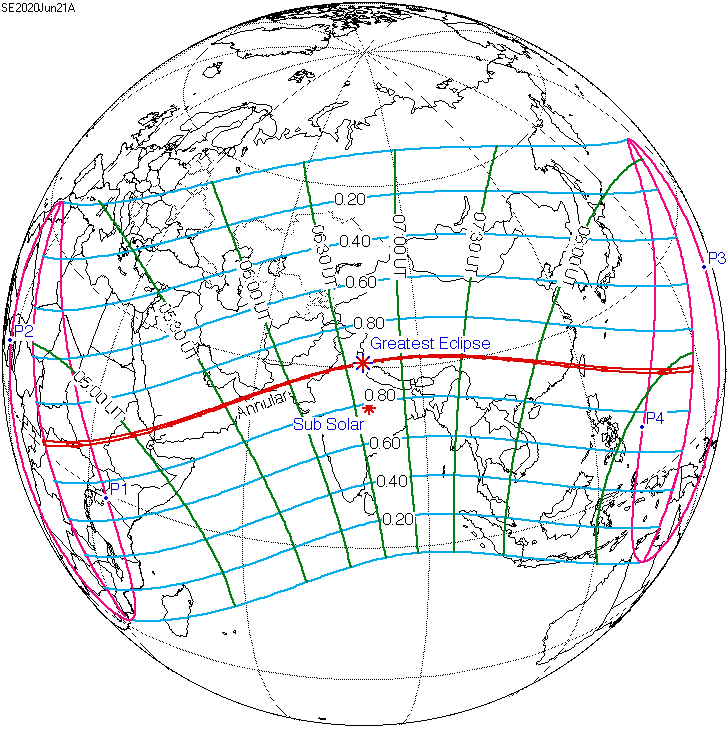
Harta generală a eclipsei de Soare din 21 iunie 2020

### Eclipsă inelară
Banda în care eclipsa este inelară a început la ora 04:47:45 UTC (ora locală 05:47:45 ) în Africa, mai precis în Republica Congo. Apoi, deplasându-se în direcția nord-est, fâșia a trecut prin teritoriul Republicii Democrate Congo, Republicii Centrafricane, Sudanului de Sud și de Nord, Etiopiei, Eritreei, apoi de-a lungul părții de sud a Mării Roșii, apoi a intrat în Asia, unde a trecut pe teritoriul Yemenului, Arabiei Saudite și Omanului, apoi de-a lungul apelor din Golful Oman, și apoi prin Pakistan și nordul Indiei. În regiunea Indiei, direcția eclipsei s-a schimbat spre est. Faza maximă a eclipsei este situată nu departe de Joshimath și de Auli, în districtul Chamoli, în statul himalayan Uttarakhand, în India, în apropiere de granița Indiei cu China, la un punct cu coordonatele 30° 30' (latitudine nordică) și 79° 42' (longitudine estică), la 6:39 min. 59 sec (UTC). În continuare, banda fazei în formă de inel a trecut prin China și Taiwan în Oceanul Pacific, unde faza în formă de inel s-a încheiat la ora 8:32 minute și 17 sec (UTC) la punctul având aproximativ coordonatele 19° (latitudine nordică) și 149° (longitudine estică).

### Eclipsă parțială
Ca eclipsă parțială, eclipsa a fost vizibilă în aproape toată Africa, în sud-estul Europei (inclusiv în România și în Republica Moldova), în aproape toată Asia (cu excepția părții de nord a Rusiei), în Indonezia (cu excepția sudului insulei Java), în nordul Australiei, în partea de nord a Oceanului Indian și în vestul Pacificului. 

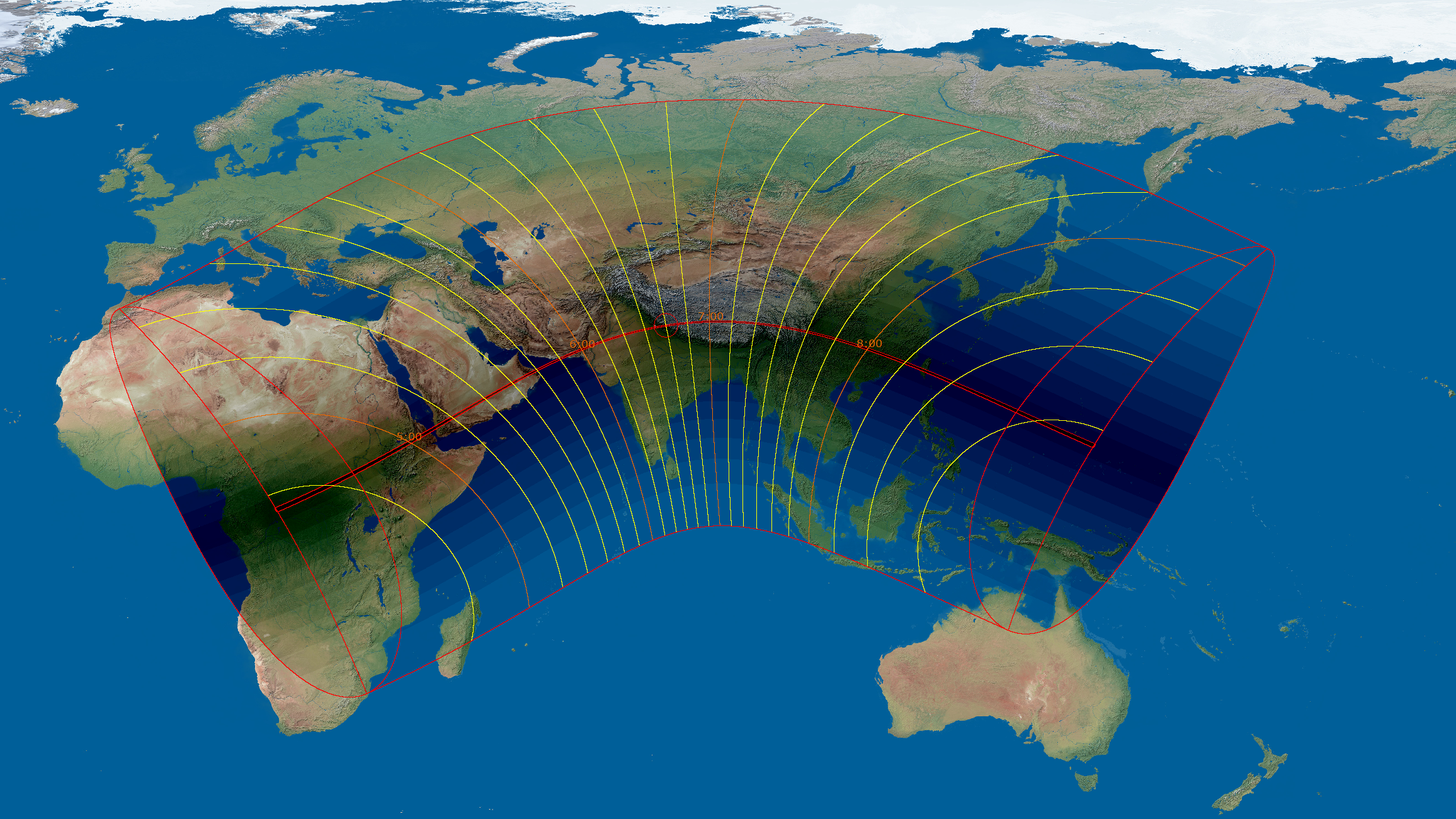
Harta Lumii cu eclipsa inelară de Soare din 21 iunie 2020

#### Eclipsa observată din România
Eclipsa din 21 iunie 2020 nu a putut fi observată de pe teritoriul României ca eclipsă inelară, ci doar ca eclipsă parțială. Discul Lunii nu a acoperit decât o mică porțiune a discului Soarelui, în situația în care cerul a fost senin.

## Galerie de imagini

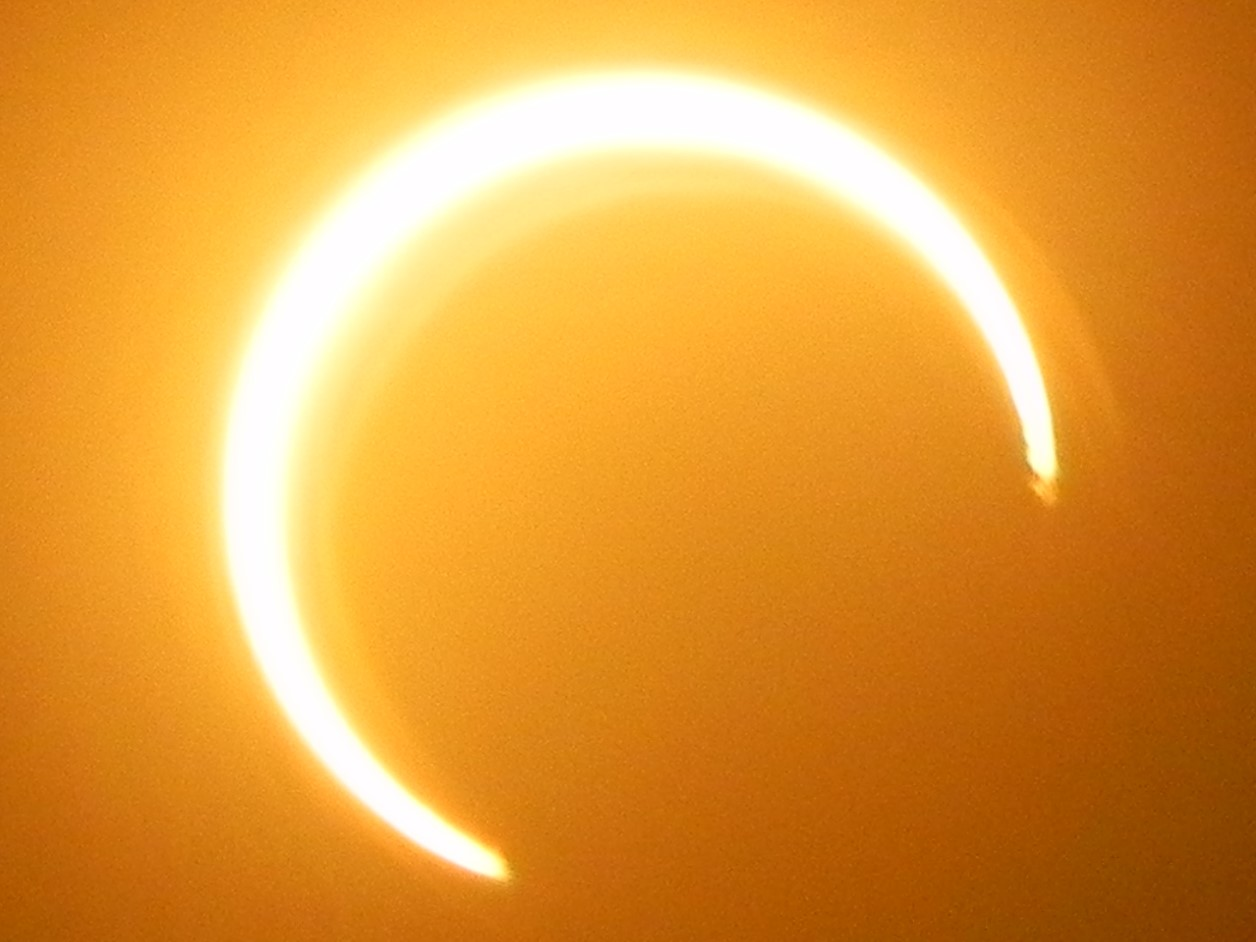
Parțială observată din Sana'a, Yemen, 5:09 UTC
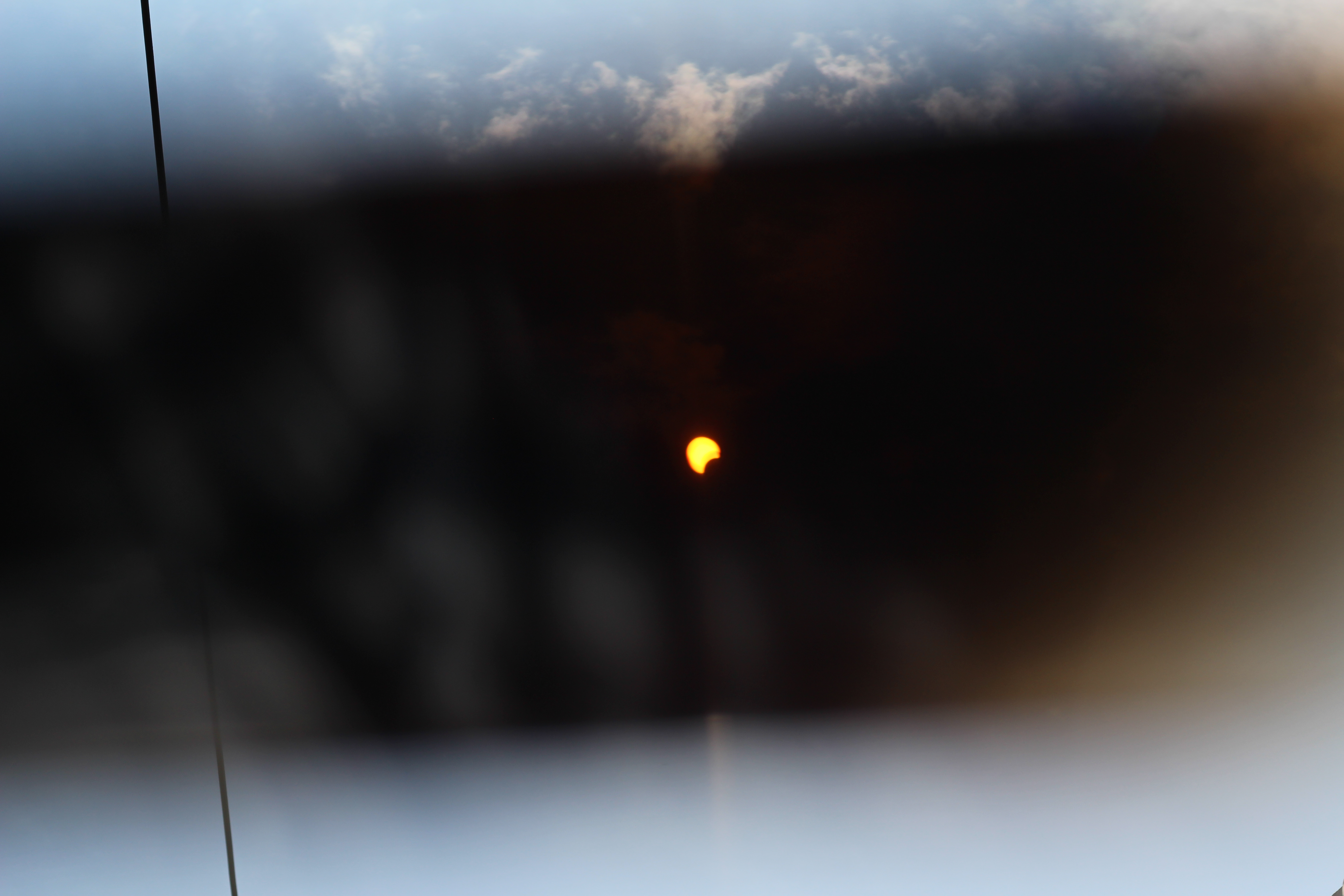
Parțială observată din Ghiumri, Armenia, 5:45 UTC
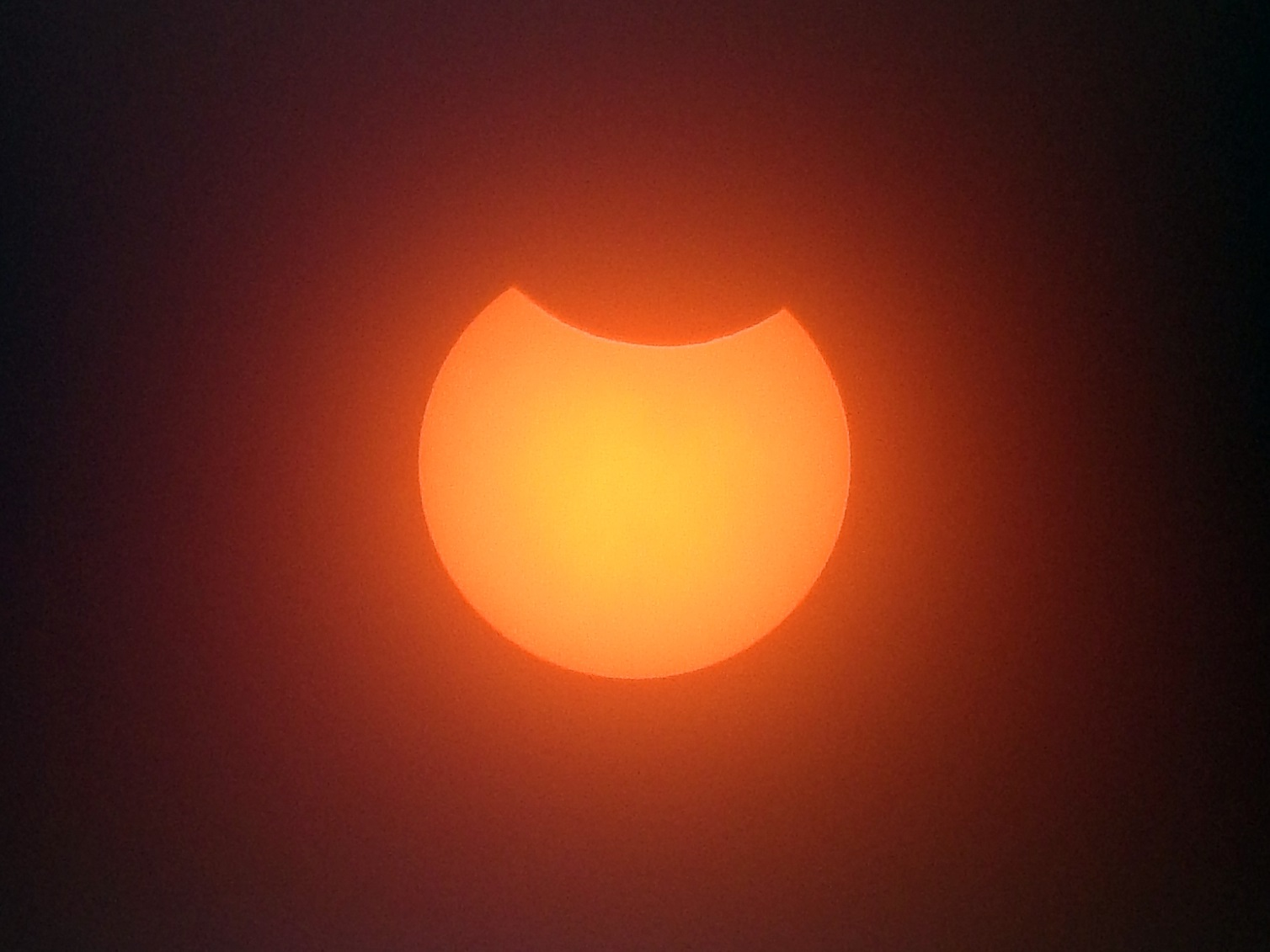
Parțială observată din Colombo, Sri Lanka, 5:48 UTC
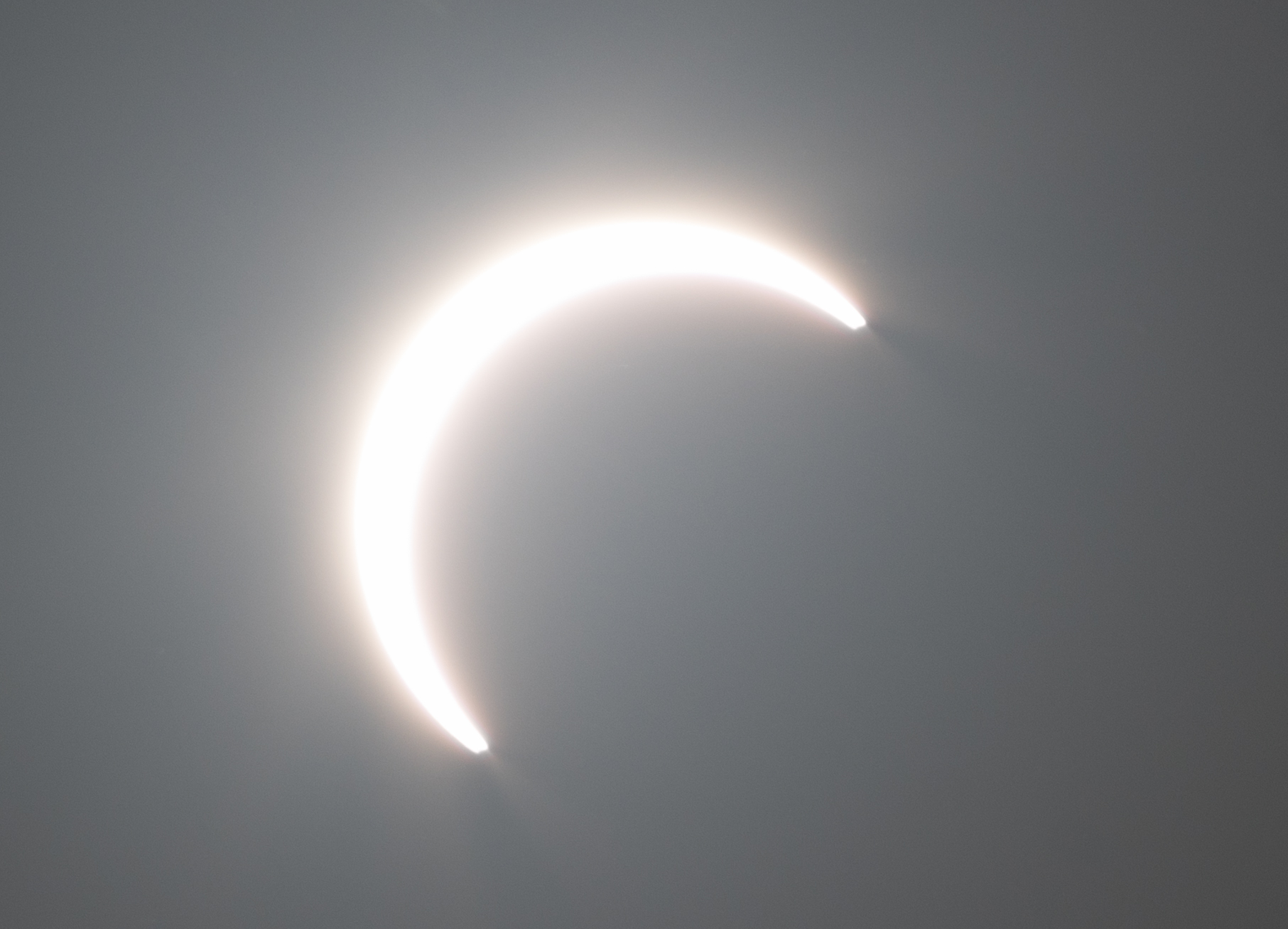
Parțială observată din Lahore, Pakistan, 6:49 UTC
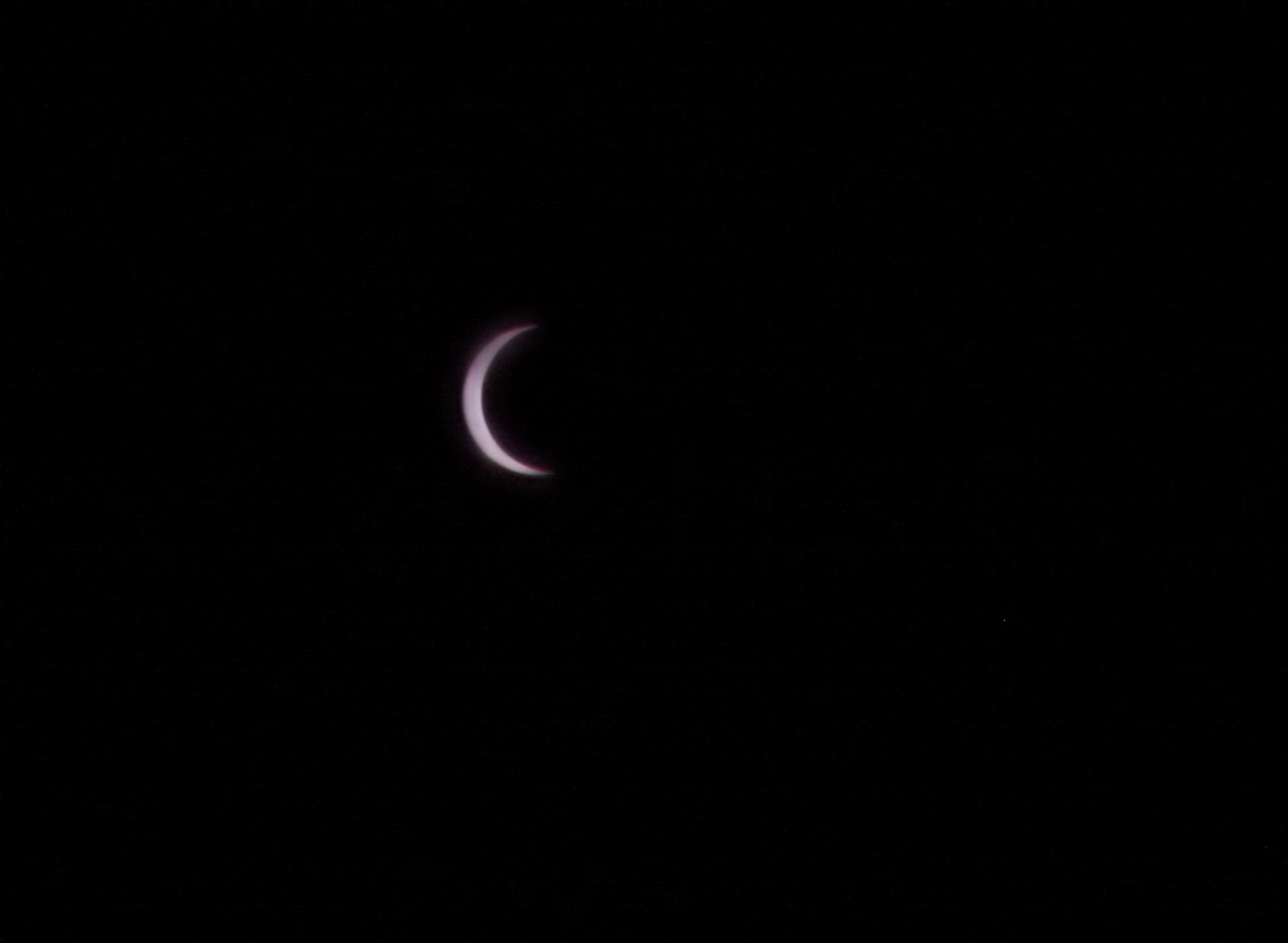
Parțială observată din Kathmandu, Nepal, 6:51 UTC
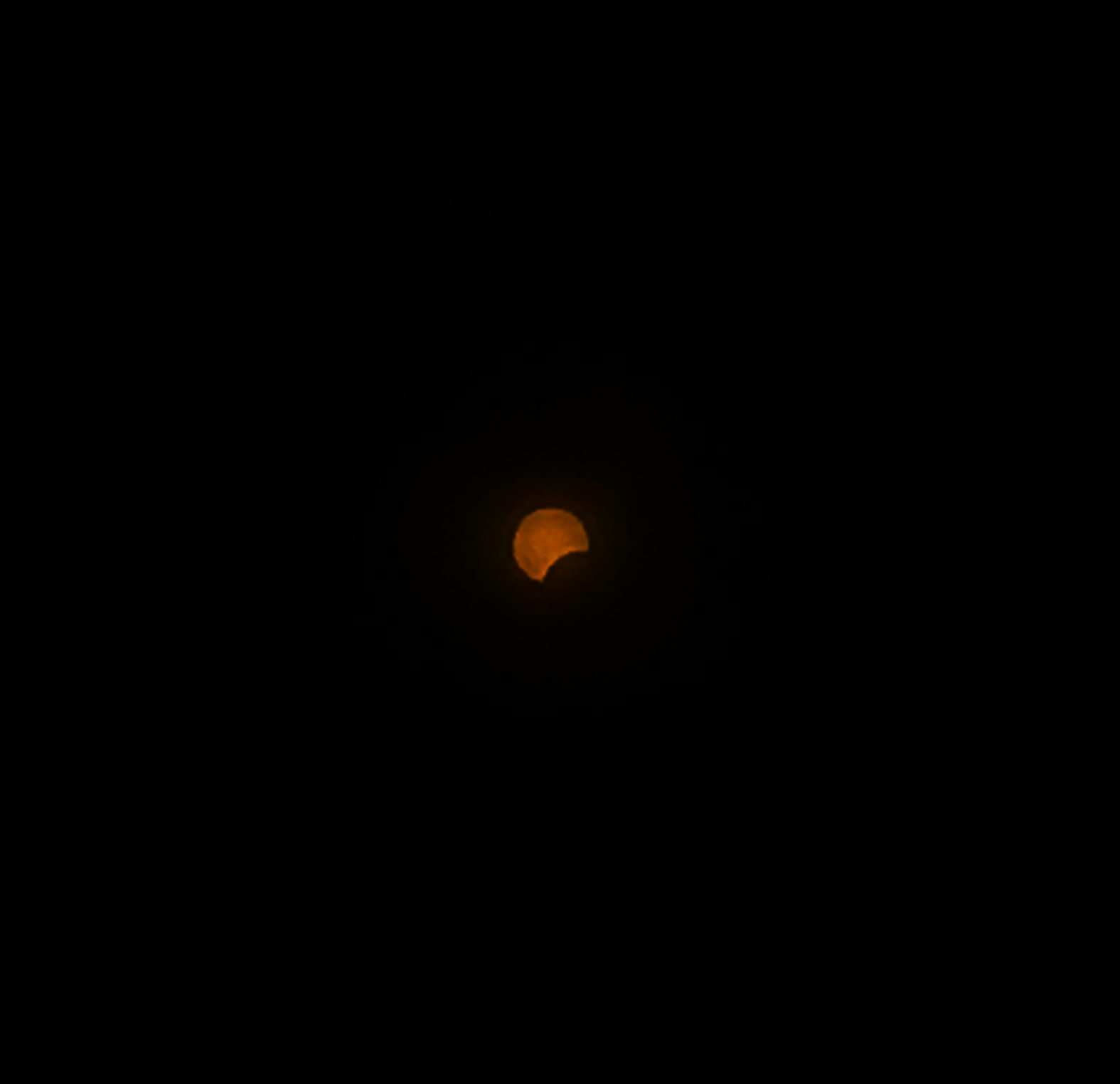
Parțială văzută din Bacoor, Filipine, 7:31 UTC
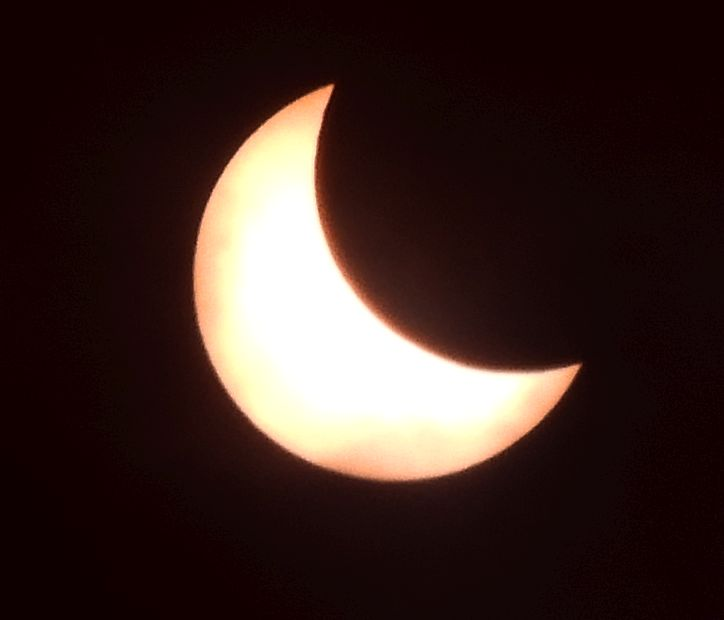
Parțială observată din Calcuta, India, 7:41 UTC
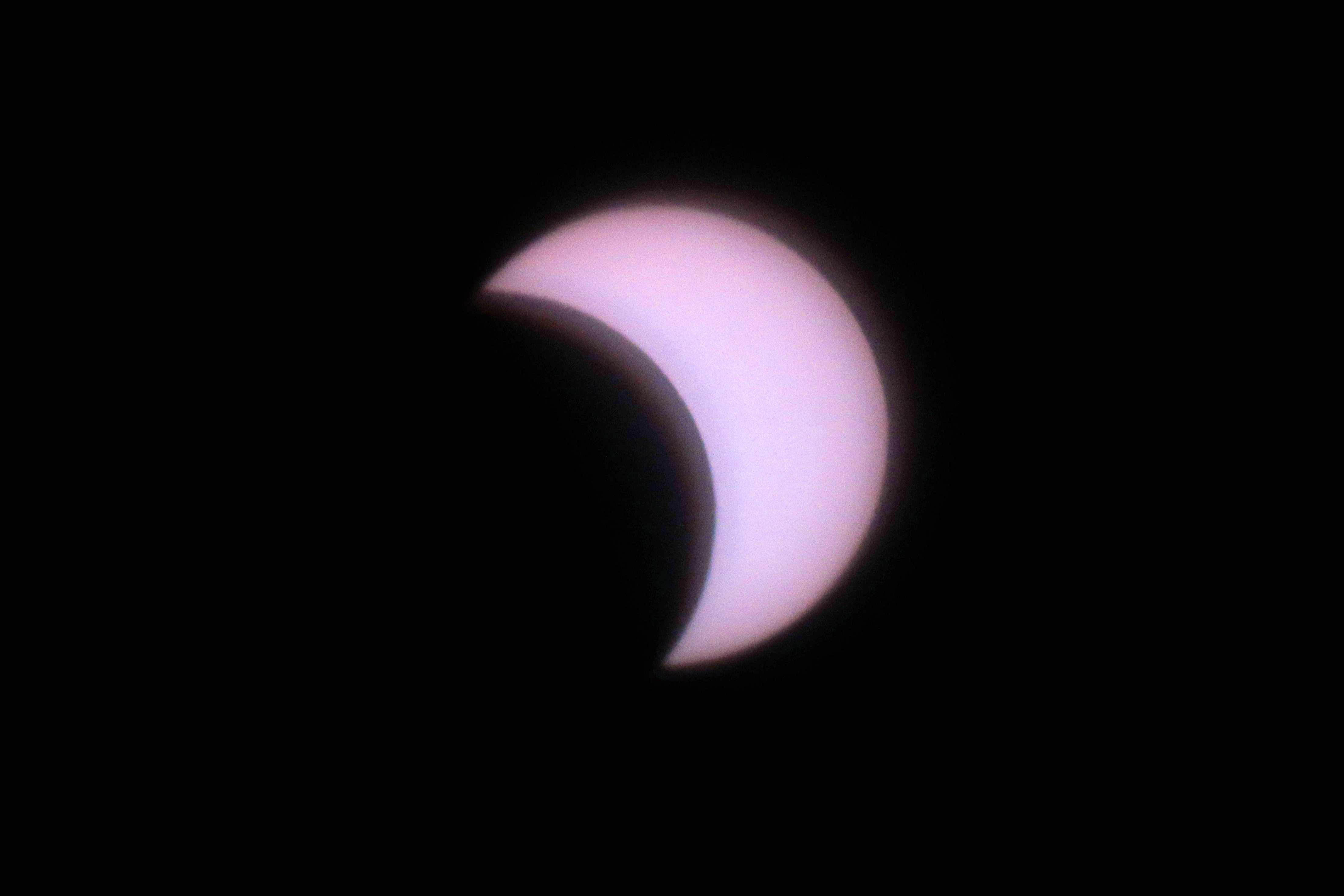
Parțială observată din Beijing, China, 7:50 UTC
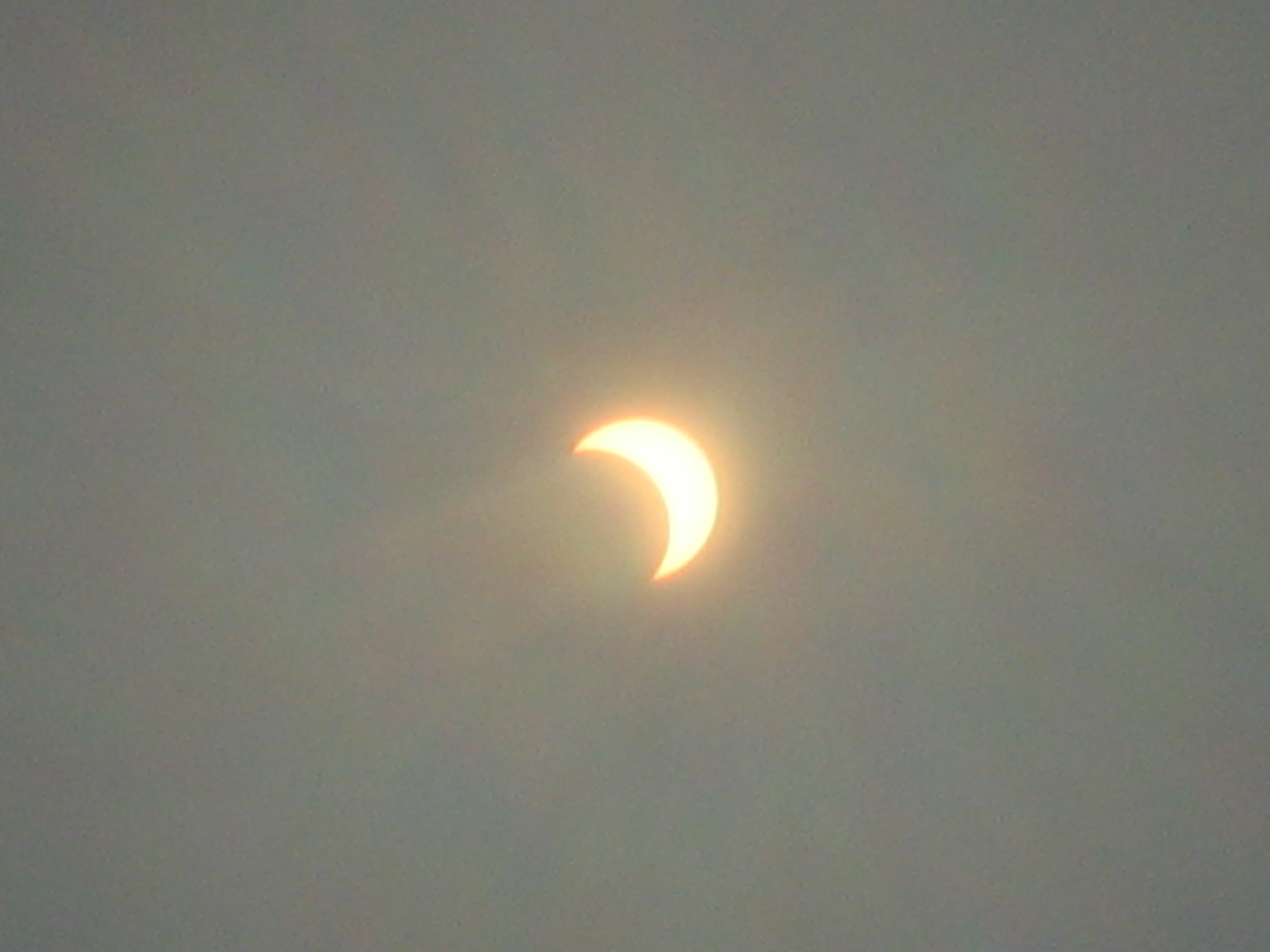
Parțială observată din Jinan, China, 7:56 UTC
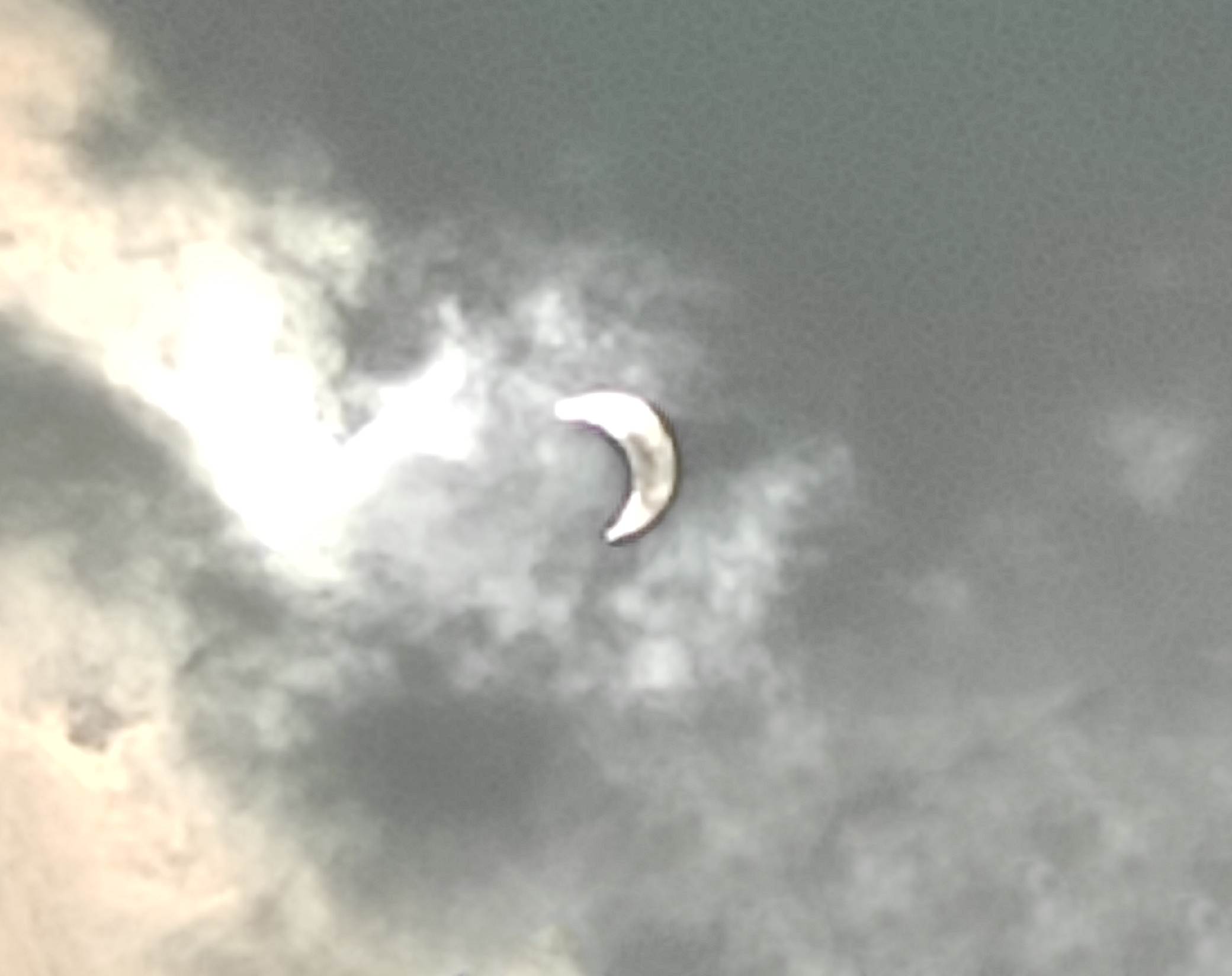
Parțială observată din Dongping, Shandong, China, 7:56 UTC
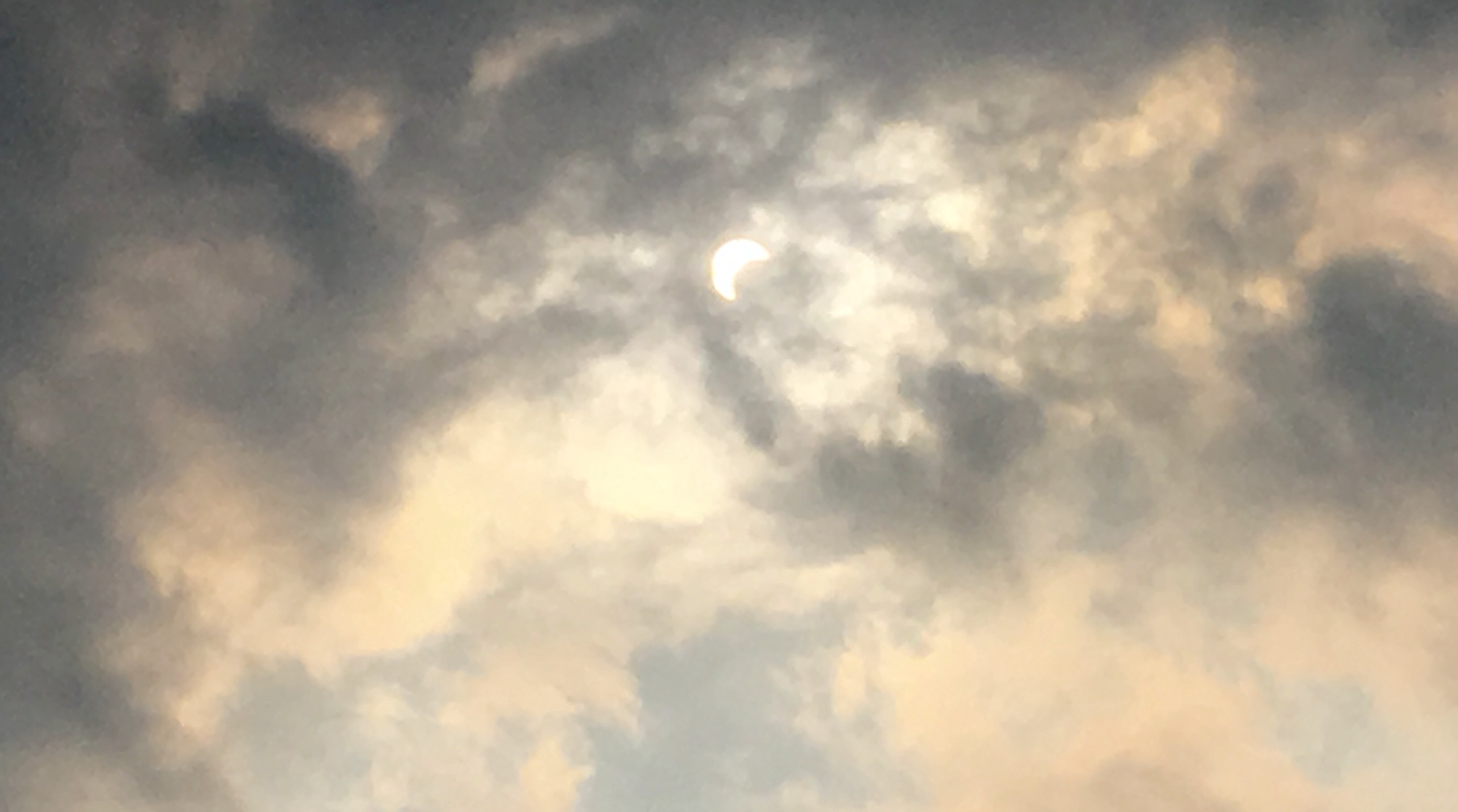
Parțială observată din Gandara, Samar, Filipine, 8:01 UTC
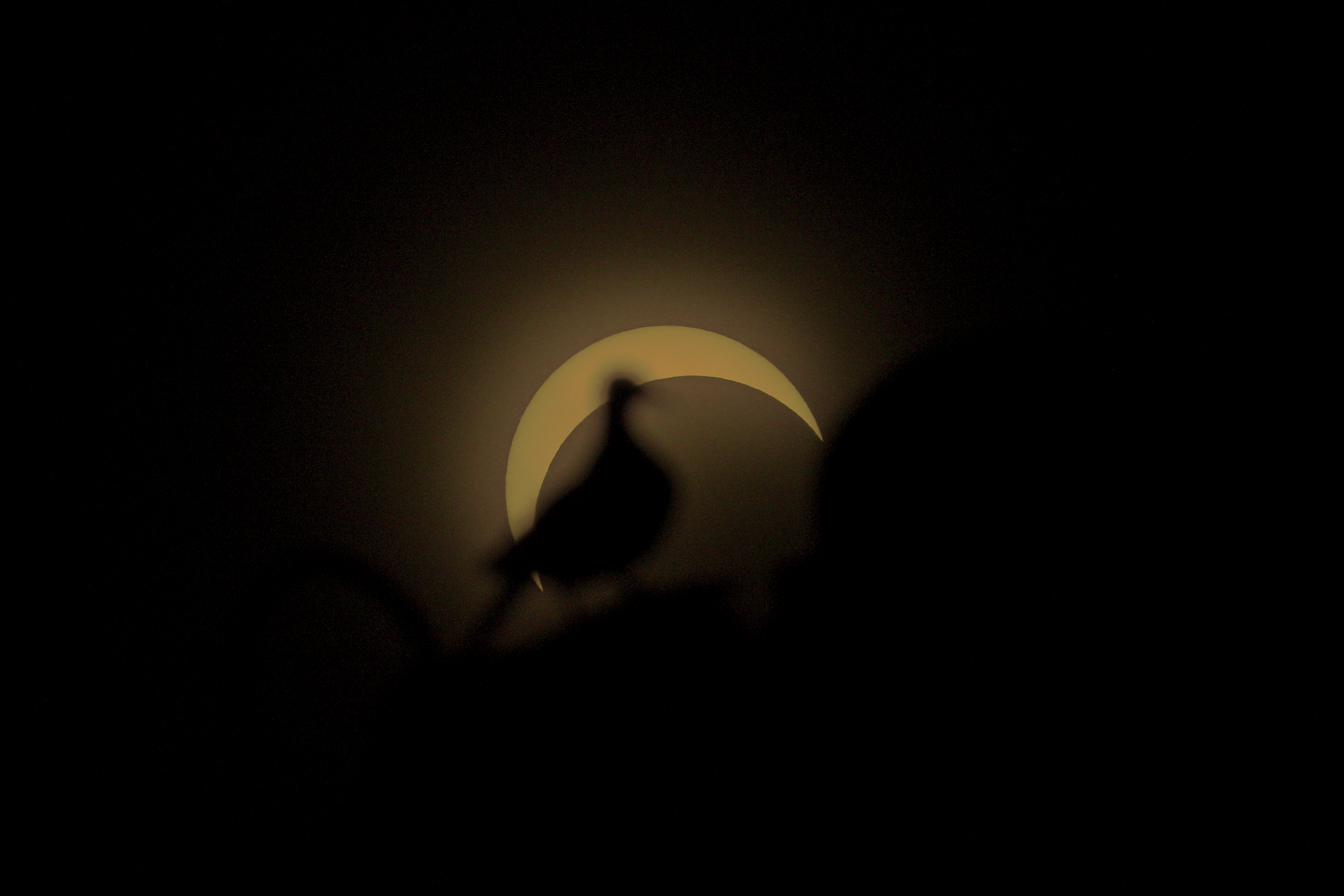
Parțială observată din Kaohsiung, Taiwan, 8:05 UTC
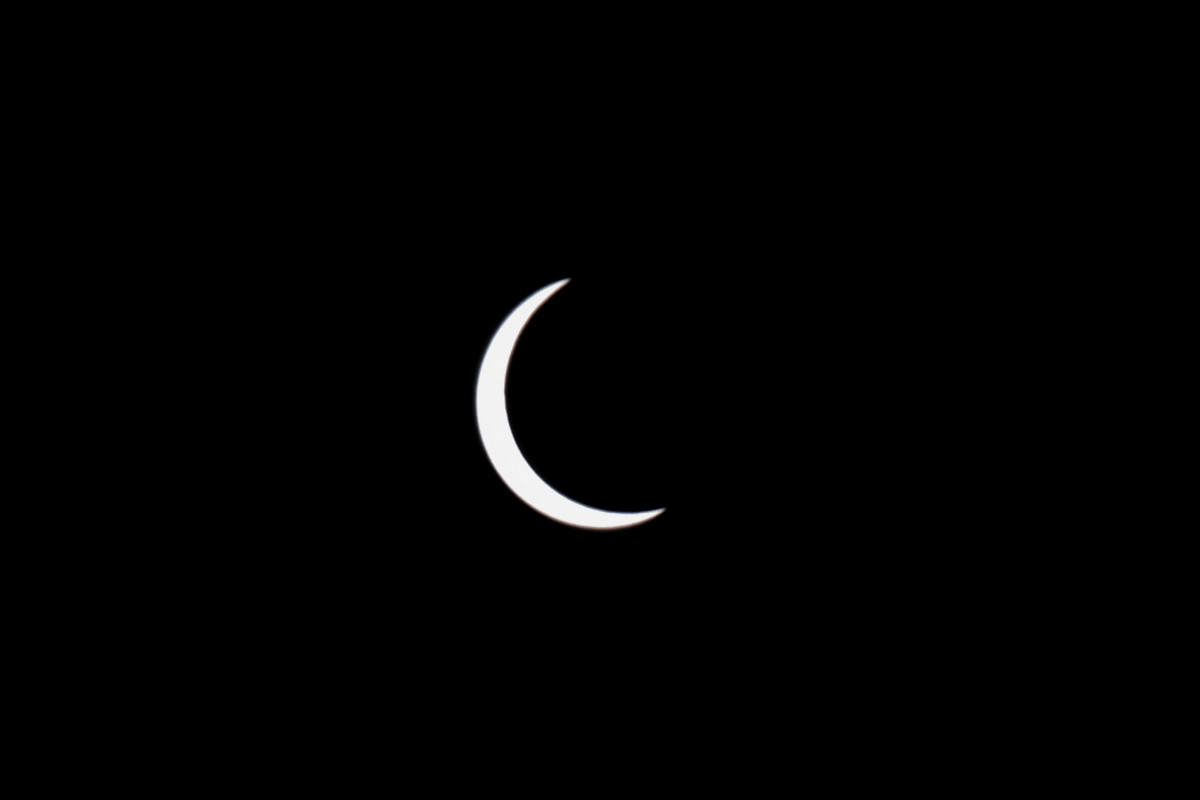
Parțială observată din Yau Tong, Hong Kong, 8:08 UTC
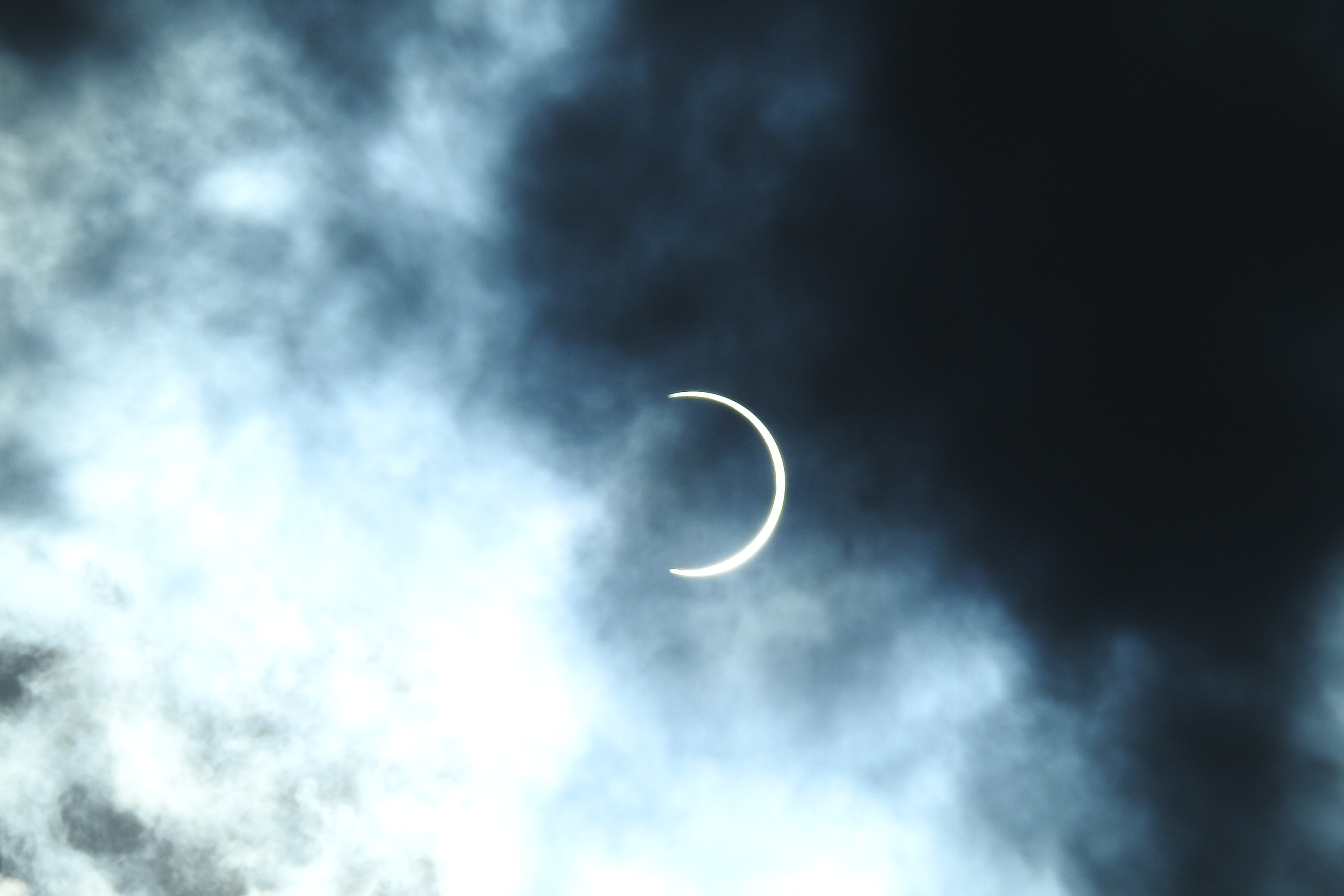
Parțială observată din Taichung, Taiwan, 8:09 UTC
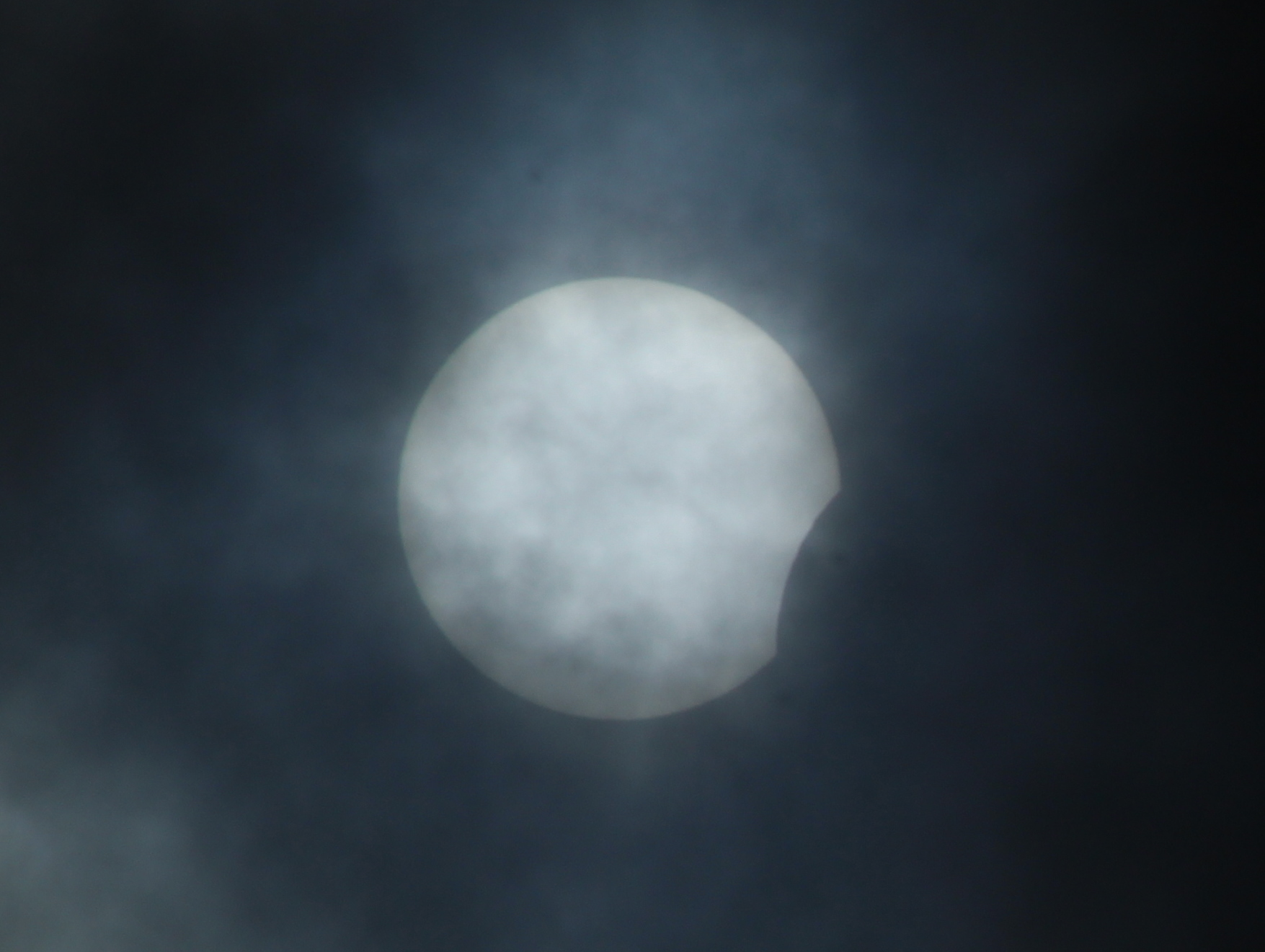
Parțială observată din Pangkal Pinang, Indonezia, 8:10 UTC
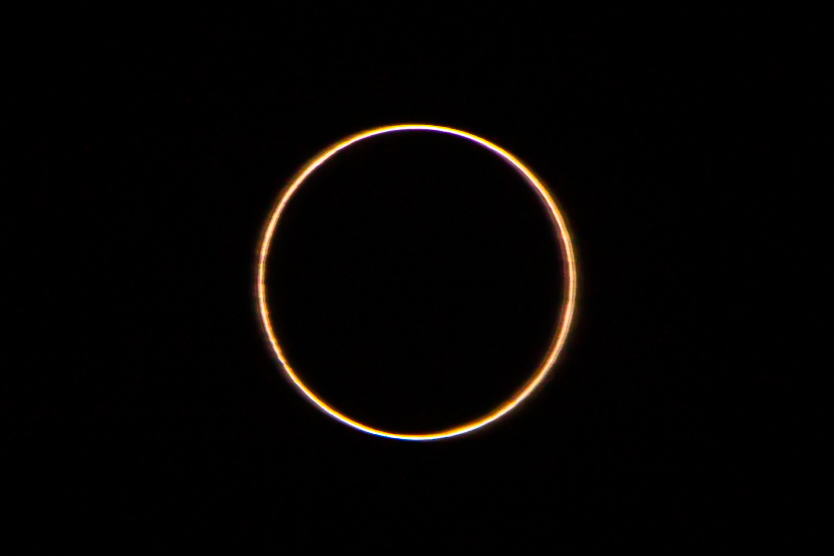
Inelară observată din Xiamen, China, 8:11 UTC
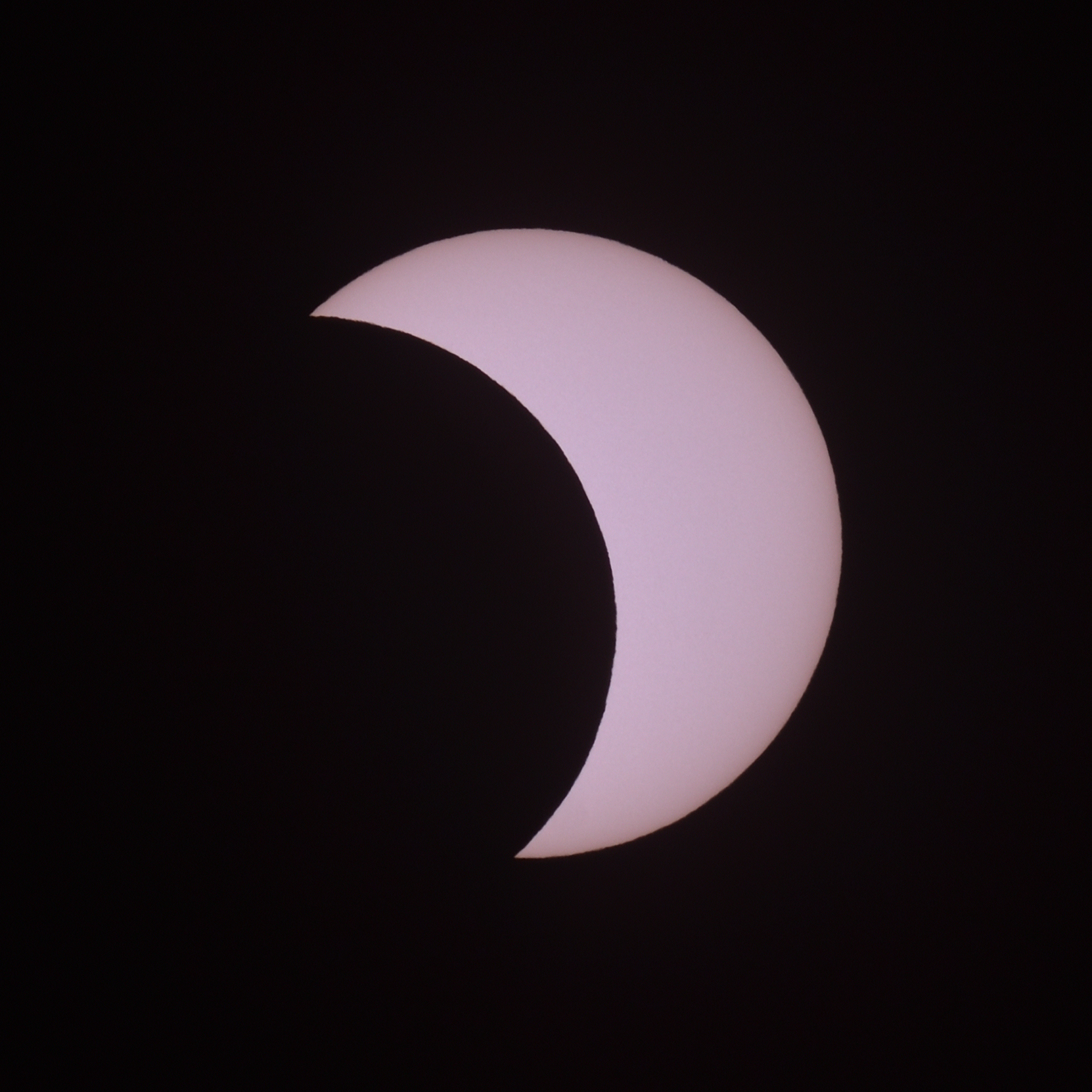
Parțială observată din Fukuoka, Japonia, 8:12 UTC
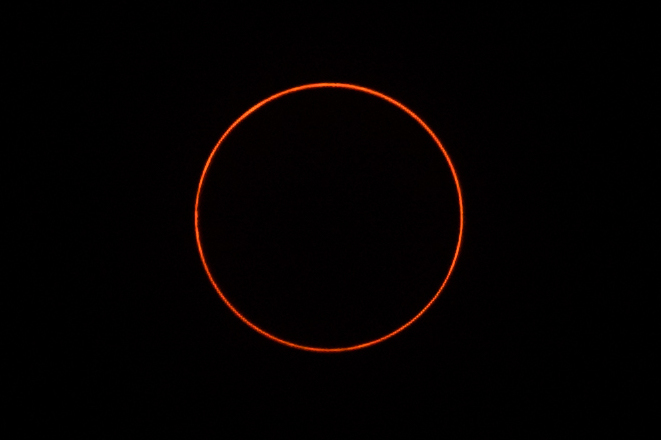
Inelară observată din Chiayi, Taiwan, 8:13 UTC
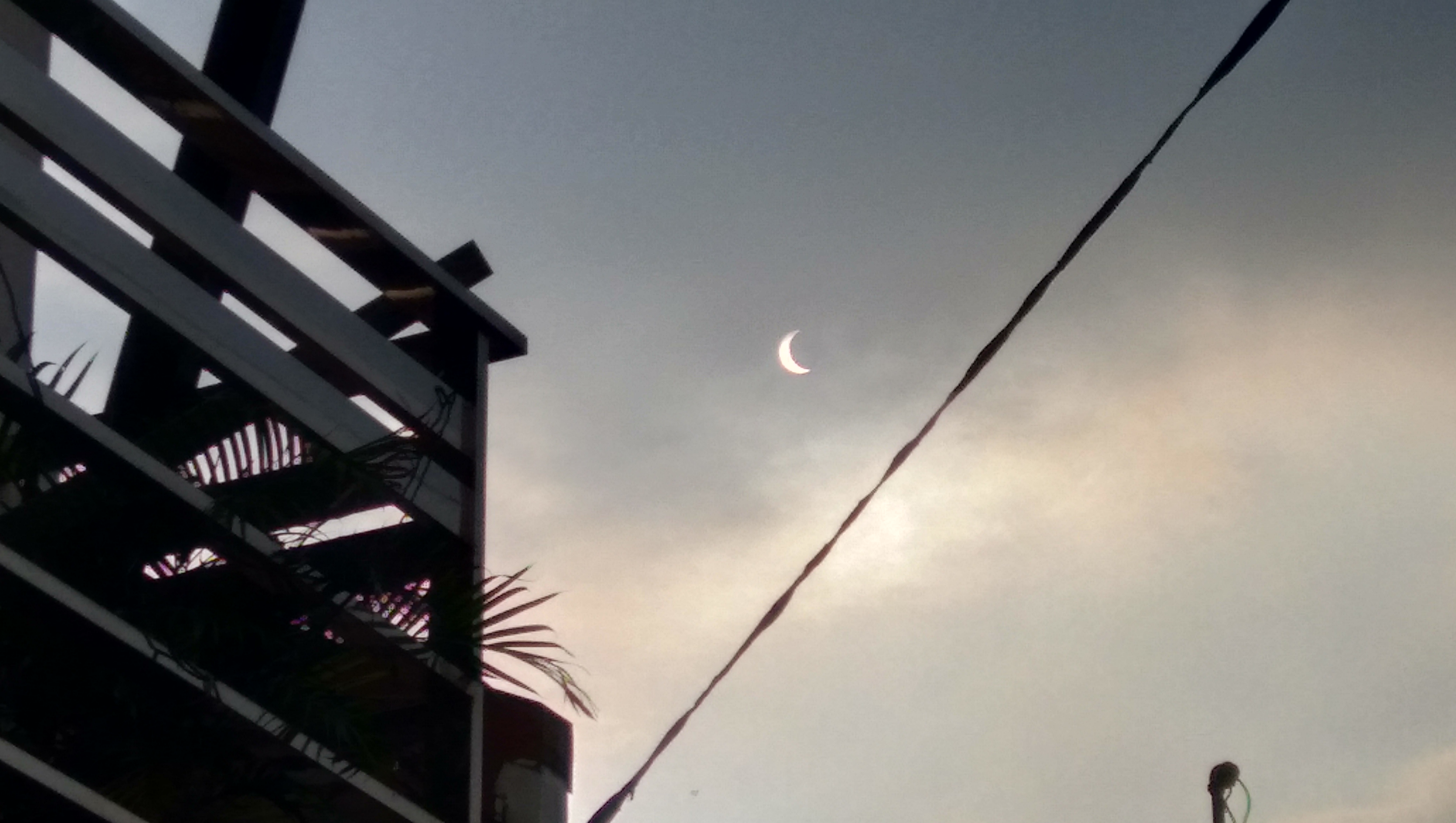
Parțială observată din San Jose del Monte, Filipine, 8:23 UTC
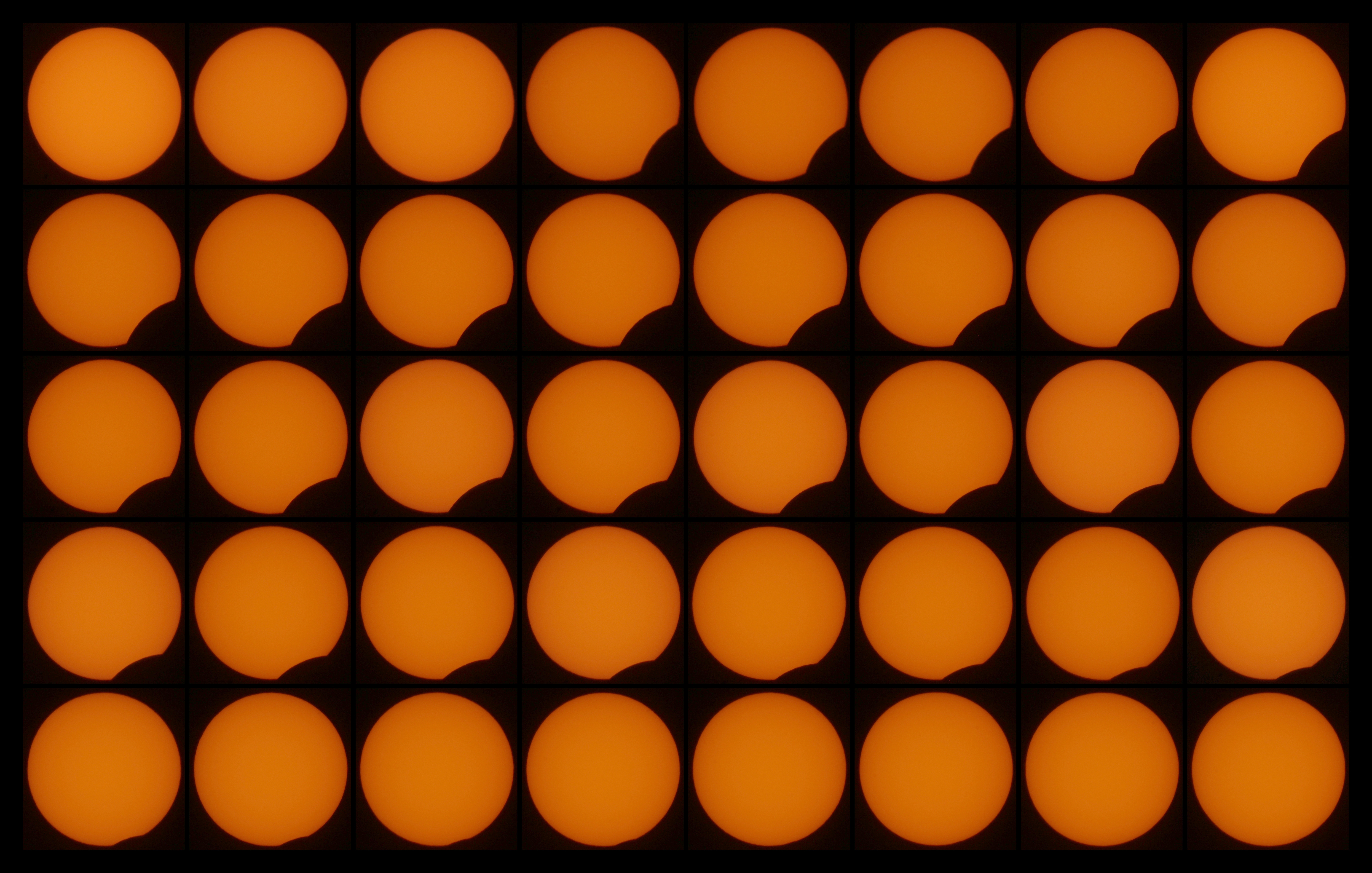
Evoluția eclipsei văzută din Oria, Italia
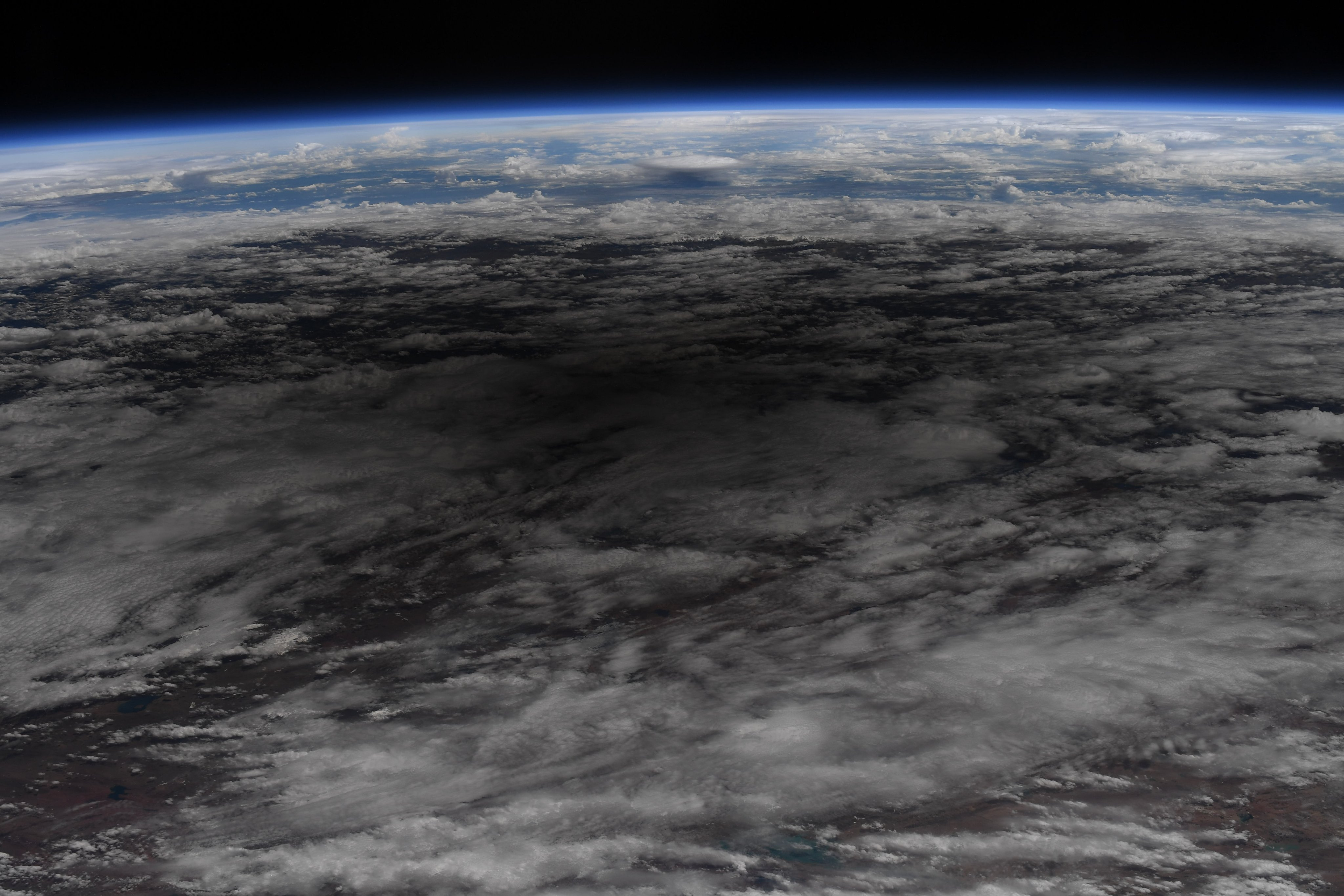
Antumbra Lunii văzută de pe ISS

## Eclipse în 2020
- Eclipsa de Lună prin penumbră din 10 ianuarie.
- Eclipsa de Lună prin penumbră din 5 iunie.
- Eclipsa inelară de Soare din 21 iunie.
- Eclipsa de Lună prin penumbră din 5 iulie.
- Eclipsa de Lună prin penumbră din 30 noiembrie.
- Eclipsa totală de Soare din 14 decembrie 2020.